# チャールズ・モンタギュー＝スコット (第4代バクルー公爵)
第4代バクルー公爵および第6代クイーンズベリー公爵チャールズ・ウィリアム・ヘンリー・モンタギュー＝スコット（英: Charles William Henry Montagu-Scott, 4th Duke of Buccleuch & 6th Duke of Queensberry、1772年5月24日 - 1819年4月20日）は、イギリスの貴族。アザミ勲章勲爵士（KT）。

## 経歴
第3代バクルー公爵・第5代クイーンズベリー公爵ヘンリー・スコットの次男（第四子）としてロンドンで生まれる。母エリザベスは初代モンタギュー公爵ジョージ・モンタギューの娘。兄は既に夭折しており、誕生から襲爵まで「ダルキース伯爵」の儀礼称号で称された。
イートン・カレッジで教育を受けた。進学先はケンブリッジ大学（クライスツ・カレッジ）とする資料とオックスフォード大学とする資料が存在する。1793年からウィルトシャー州マールバラ選出の、1796年からウィルトシャー州ルドガーズホール選出の、1805年にコーンウォール州ミッチェル選出の、1806年から再びマールバラ選出のトーリー党所属庶民院議員を務める。1807年に父親の爵位の従属称号「ティンダル男爵」として貴族院に招集され（繰上勅書）、貴族院議員となる。
1800年から1802年までフリーメイソンのスコットランド・グランドロッジ・グランドマスターを務めた。
1812年1月11日に父が死去し、バクルー公爵などのスコットランド貴族の爵位と、ドンカスター伯爵などのイングランド貴族の爵位を継承した。同年5月22日、アザミ勲章を授けられた。
ポルトガル王国のリスボンで死去し、ノーサンプトンシャー州ウォークトンに葬られた。爵位は次男のウォルターが相続した。

## 家族
1795年に初代シドニー子爵トマス・タウンゼンドの四女であるハリエット・キャサリン・タウンゼンドと結婚した。彼女との間に三男六女をもうけた。
- レディ・アン・エリザベス・モンタギュー＝スコット （1796年 - 1844年）
- スコット卿（ホイットチェスター卿）ジョージ・ヘンリー・モンタギュー＝スコット （1798年 - 1808年）
- レディ・シャーロッテ・アルビニア・モンタギュー＝スコット （1799年 - 1828年） - 第4代コータウン伯爵ジェイムズ・ストップフォード（英語版）夫人
- レディ・イザベラ・メアリー・モンタギュー＝スコット （1800年 - 1829年） - ペレグリン・フランシス・カスト夫人
- レディ・キャサリン・フランセス・モンタギュー＝スコット （1803年 - 1814年）
- ウォルター・フランシス・モンタギュー＝スコット卿（1808年よりスコット卿、1812年よりダルキース伯爵） （1806年 - 1884年） - 第5代バクルー公爵、第7代クイーンズベリー公爵。王璽尚書、枢密院議長
- ジョン・ダグラス・モンタギュー＝スコット卿 （1809年 - 1860年） - 庶民院議員。アリシア・アン・スポッティスウッド（英語版）と結婚
- レディ・マーガレット・ハリエット・モンタギュー＝スコット （1811年 - 1846年） - マーシャム子爵チャールズ・マーシャム（英語版）（後の第3代ロムニー伯爵（英語版））夫人
- レディ・ハリエット・ジャネット・サラ・モンタギュー＝スコット （1814年 - 1870年） - エドワード・ムーア夫人